# Тур Меланія Олегівна
Меланія Олегівна Тур (нар. 8 березня 2005, Павлоград, Дніпропетровська область) — українська гімнастка. Чемпіонка Європи в командному заліку. 5-ти кратна Чемпіонка України серед юніорів та 2-х кратна Чемпіонка України серед майстрів спорту. Кандидат у майстри спорту.
У травні 2023 року оголосила про зміну громадянства та виступ із 2024 року за збірну Ізраїлю.

## Спортивна кар'єра
Перший тренер — Тетяна Євгеніївна Григор'єва.

### 2020
На чемпіонаті Європи, що проходив у Києві, Україна, разом з Поліною Карікою, Каріною Сидорак та груповичками Анастасією Возняк, Марією Височанською, Маріолою Боднарчук та Діаною Баєвою виграла командний залік., а у фіналі вправи з булавами посіла шосте місце.

## Результати на турнірах
| Рік                | Змагання                          | Команда | АП |   |    |    |    |   |
| ------------------ | --------------------------------- | ------- | -- | - | -- | -- | -- | - |
| Юніорські змагання |                                   |         |    |   |    |    |    |   |
| 2020               | Командний чемпіонат України       |         | 2  |   |    |    |    |   |
| 2020               | Гран-прі. "Кубок Дерюгіної". Київ | 1       |    | 1 |    | 1  | 2  | 3 |
| 2020               | Чемпіонат України                 | 1       |    |   |    |    |    |   |
| 2020               | Чемпіонат Європи                  | 1       |    |   |    |    | 6  |   |
| Дорослі змагання   |                                   |         |    |   |    |    |    |   |
| 2021               | Кубок України. Дніпро             |         | 4  |   | 4  | 2  | 2  | 2 |
| 2021               | Чемпіонат України                 |         | 5  |   |    |    |    |   |
| 2021               | Кубок виклику. Мінськ             |         | 12 |   |    |    |    |   |
| 2022               | Кубок світу. Пезаро               |         | 20 |   |    |    |    |   |
| 2022               | Чемпіонат Європи                  | 8       | 27 |   | 28 | 14 | 36 |   |